# Ophiodon elongatus
Genre
Espèce
Synonymes
- Oplopoma pantherina Girard, 1856[1] [2]

Ophiodon elongatus est une espèce de poissons de la famille des Hexagrammidae. Ce poisson qui peut vivre 25 ans est parfois trouvé à plusieurs centaines de mètres de fond. C'est la seule espèce vivante de téléostéens du genre Ophiodon, taxon monotypique, en dehors d'une espèce fossile découverte en Californie : Ophiodon ozymandias Jordan.
Parmi les poissons pêchés en Alaska et testés en 2006, c'est une des espèces qui contient le plus de mercure, avec le requin[Lequel ?]. Les lingues contenaient en moyenne 0,5 ppm de mercure et jusqu'à 1,4 ppm (sachant que 0,03 ppm est la valeur limite à ne pas dépasser aux États-Unis pour le poisson)[réf. souhaitée].
Cette espèce a été décrite pour la première fois en 1854, en même temps que le genre, par le zoologiste américain d'origine française Charles Frédéric Girard (1822-1895).

## Famille
Selon World Register of Marine Species (12 février 2016) :
- genre Hexagrammos Tilesius, 1810
- genre Ophiodon Girard, 1854
- genre Oxylebius Gill, 1862
- genre Pleurogrammus Gill, 1861
- genre Zaniolepis Girard, 1858

- Hexagrammos lagocephalus.
- Ophiodon elongatus.
- Oxylebius pictus.
- Pleurogrammus azonus.
- Zaniolepis latipinnis.